# Birgit Schütz
Birgit Schütz (* 8. Oktober 1958 in Brandenburg an der Havel) ist eine ehemalige Ruderin aus der DDR. Sie gewann 1980 olympisches Gold im Achter.
Birgit Schütz trainierte bei der SG Dynamo Potsdam unter Heinrich Mederow. Nach Vizemeistertiteln 1977 gewann sie bei den DDR-Meisterschaften 1978 sowohl im Vierer als auch im Achter. Bei den Weltmeisterschaften 1978 in Hamilton, Neuseeland trat der DDR-Achter in der Besetzung Silvia Arndt, Renate Neu, Dagmar Bauer, Gabriele Kühn, Petra Köhler, Henrietta Ebert, Birgit Schütz, Christiane Köpke und Steuerfrau Marina Wilke an und belegte den zweiten Platz hinter dem Achter aus der Sowjetunion.
Nachdem sich Birgit Schütz 1979 nicht für den Achter qualifizieren konnte, gehörte sie 1980 wieder zur Crew. In der Besetzung Martina Boesler, Kersten Neisser, Christiane Köpke, Birgit Schütz, Gabriele Kühn, Ilona Richter, Marita Sandig, Karin Metze und Marina Wilke konnte der Achter bei den Olympischen Spielen 1980 in Moskau mit einer Sekunde Vorsprung auf das sowjetische Boot gewinnen. Für diesen Erfolg wurde sie mit dem Vaterländischen Verdienstorden in Silber ausgezeichnet.